# Fuerte de Samaipata
Fuerte de Samaipata er et arkæologisk udgravningsområde i departementet Santa Cruz i Bolivia. Udgravningerne omfatter en beboelse af Chané-folket og en senere bosættelse/ by grundlagt af inkaerne. Området ligger omkring 120 kilometer sydvest for Santa Cruz de la Sierra.
Byen blev bygget på et bjergplateau på den østlige side af Andesbjergene, 1950 meter over havets overflade. Området dækker ca. 40 hektar og består af to forskellige dele. Den første del er omkring 200 meter lang og 40 meter bred bakke i sandsten. Den indeholder mange linjer, kanaler, trin, figurer og afbildede dyr. Syd for området er selve byen.
Hele området har siden 1998 været optaget på UNESCOs Verdensarvsliste.

## Eksterne links
- Wikimedia Commons har flere filer relateret til Fuerte de Samaipata
- Fuerte de Samaipata Arkiveret 24. december 2018 hos  Wayback Machine, UNESCO World Heritage Centre
- Fuerte de Samaipata Arkiveret 24. november 2012 hos  Wayback Machine, redboliviana.com

18°10′42″S 63°49′08″V / 18.178356°S 63.818989°V